# Children of Fate: Life and Death in a Sicilian Family
Children of Fate: Life and Death in a Sicilian Family è un documentario del 1993 diretto da Michael Roemer, Susan Todd, Andrew Young e Robert M. Young candidato al premio Oscar al miglior documentario.